# École nationale des sciences appliquées d'Agadir
 (janvier 2011).
L'École nationale des sciences appliquées d'Agadir (ENSA Agadir) (arabe : المدرسة الوطنية للعلوم التطبيقية - أكادير), est une école d'ingénieurs publique de l'université Ibn Zohr. Elle a pour mission de former des ingénieurs d'État à caractère pluridisciplinaire.
Située à Agadir, elle fait partie du réseau des Écoles nationales des sciences appliquées.

## Formation
Le cycle d'ingénieur comprend actuellement ces génies :
- Génie industriel (GIND)
- Génie informatique (GINF)
- Génie électrique (GE)
- Génie énergétiques et environnements (GEE)
- Génie Civil (BTP)
- Génie Mécanique (GM)
- Finance et Ingénierie Décisionnelle (FID)

L'École assure également la formation de trois masters :
- Master d'Ingénierie Financière (IAF).
- Master Systèmes Embarqués et Ingénierie Biomédicale (SEIB).
- Master Efficacité Énergétique et Contrôle des Bâtiments (EECB)

## Admission
L'admission à l'ENSA d'Agadir se fait par le biais de :
- Concours, national commun à toutes les ENSA Maroc, auquel sont convoqués les candidats présélectionnés.

Il est possible d'intégrer l'ENSA d'Agadir en Cycle Ingénieur au niveau bac+2 et ba + 3 par voie de concours. La formation dure alors 3 ans après 2 ans post-BAC. Ce type d'admission est ouvert aux étudiants des classes préparatoires, DUT, DEUG ou Licences des facultés des sciences (FS) et facultés des sciences et techniques (FST).
L'admission en 2e année du Cycle Ingénieur (4e année) est possible pour les étudiants ayant validé une licence ou la première année du master, et ce après étude de dossier et éventuellement un entretien.

## Vie associative

### Le Bureau des étudiants (BDE ENSA Agadir)

Logo du Forum ENSA-Entreprises

Le Bureau des étudiants, est une structure estudiantine de l'ENSA d'Agadir qui s’occupe de l’organisation des événements culturels, sociaux et sportifs, et toute autre activité concernant la vie estudiantine au sein et en dehors de l’école. Le BDE représente les étudiants auprès de l’administration et de son environnement extérieur, il joue aussi un rôle fédérateur auprès des différents clubs affiliés à sa direction.
Les ressources financières du BDE proviennent des :
- Subventions annuelles de la direction de l’ENSA
- Adhésions annuelles des membres adhérents
- Gains et bénéfices obtenus des différentes activités organisées par le BDE

En 2010, le Bureau des étudiants a changé de statut pour devenir l'Association des étudiants (ADE ENSA Agadir).

### Les Journées Linux (Linux Days)
Linux Days est un évènement annuel organisé par les élèves ingénieurs de l’ENSA d’Agadir depuis 2005, est dont le but est  de  promouvoir  l’implantation des logiciels libres au sein des entreprises. Pour ce, sont organisés tout au long des journées, des conférences et débats animés par des intervenants de renommée nationale et internationale, et des ateliers pratiques présentés par les étudiants de l'ENSA autour des applications open source. Plusieurs entreprises ont joint leur soutien à cette manifestation nationale, concourant à sa réussite et bénéficiant de la forte médiatisation de leur image.
- 2e édition : 
  - Date et lieu : 12, 13 et 14 mai 2006 à la Chambre de commerce d'industrie et de services d'Agadir
  - Thème :  L'Open Source quelles opportunités pour nos entreprises ?

- 3e édition :
  - Date et lieu : 24, 25 et 26 mai 2007 à la Chambre de commerce d'industrie et de services d'Agadir
  - Thème : L'Open Source un choix stratégique pour l’entreprise

- 4e édition :
  - Date et lieu : 8, 9 et 10 mai 2008 au COS-ONE d'Agadir
  - Thème : Logiciels libres, choix pérenne pour une gestion efficace et sécurisée des entreprises

- 5e édition :
  - Date et lieu : 7,8 et 9 mai 2009 à la Chambre de commerce d'industrie et de services d'Agadir
  - Thème : Les progiciels libres, gestion intégrée et optimisation des ressources de l'entreprise

- 6e édition :
  - Date et lieu : 13, 14 et 15 mai 2010 à la Chambre de commerce d'industrie et de services d’Agadir
  - Thème : Logiciels libres, choix stratégique ou obligation économique ?

### Les Journées énergie et environnement
« LesJournéesde l’Énergie et de l’Environnement »sont un évènement organisé par  « l’École Nationale des SciencesAppliquées d’Agadir » chaque année depuis 2007. Les élèves ingénieurs de la filière des Procédés de l’Énergie et de l’Environnementsont appelées à relever le défi et à prendre l’initiative de mettre en question un thème en relation avec le domaine énergétique et environnemental, tout en valorisant leur filière au sein de la Région Souss-Massa Drâa.
Les JEE favorisent depuis leur création un dialogue entre toutes les composantes impliquées dans le sujet : Des chercheurs, spécialistes, ingénieurs, architectes, responsables de grandes sociétés, lauréats ainsi que des conférenciers. Tous invités à exposer leur savoir-faire, et tirer profit de l’expertise technique nationale ou internationale dans le domaine.
Les six précédentes éditions des Journées de l’Énergie et de l’Environnement étaient comme suit :
- 30 et 31 mai 2007 sous le thème : «  l’Énergie Nucléaire, un défi marocain à relever ».
- Jeudi 5 juin 2008 sous le thème : « Les Énergies renouvelables : enjeux pour l’économie et l’environnement ».
- 11 et 13 mai 2009 sous le thème : « l’Or Bleu, Enjeux et Perspectives ».
- 25 mai 2010 sous le thème :« Au Cœur de l’Innovation : Regards sur les Technologies Vertes ».
- 4 et 5 mai 2011 sous le thème : « L’énergie au Maroc, entre l’intérêt économique et le souci écologique ».
- Le 22 décembre 2012 sous le thème : « Vers une industrie verte et économique »
- Le 23 avril 2016 sous le thème : «Energie durable : Réalisation et perspective».

### ENSA-ELLE
"ENSA Elle" est une journée organisée par les élèves ingénieurs de l’ENSA d’Agadir pendant le week-end coïncidant avec la journée mondiale de la femme (8 mars), elle comprend des expositions, des tables rondes avec les différentes femmes actrices du développement, ainsi qu’une soirée de clôture de l’événement.
Deux éditions de cette journée furent organisées, la dernière en date étant 
celle du 6 mars 2010, sous le thème : Femme active : facteur du développement régional.